# Zapuščeni otroci delovnih migrantov na Kitajskem
Zapuščeni otroci delovnih migrantov na Kitajskem (poenostavljena kitajščina: 留守儿童; tradicionalna kitajščina: 留守兒童; pinjin: liúshǒu'értóng) je izraz za otroke, večinoma v ruralnih delih Kitajske, katerih eden ali oba starša sta delovno migrirala v urbane regije in za seboj, predvsem zaradi finančnih razlogov, pustila svoje otroke. Za te otroke navadno skrbjo stari starši ali drugi družinski člani, prijatelji, ki niso migrirali v urbane regije. Socialna, šolska, materialna in emotivna oskrba teh otrok je nezadovoljiva. Veliko jih živi v revščini, pogosto sami skrbijo zase, si sami kuhajo, skrbijo še za mlajše brate ali sestre in pomagajo starim staršem pri agrarnih delih. Država oziroma družba zanje minimalno poskrbi in starši zaradi visokih stroškov potovanja pridejo na obiske le enkrat letno, za kitajsko novo leto, ali pa sploh ne pridejo.12 Zaradi sistema hukou (poenostavljena kitajščina: 户口簿; tradicionalna kitajščina: 戶口簿; pinyin: hùkǒu bù), ki strogo zavezuje prebivalca na njegovo registrirano oziroma originalno regijo, imajo starši v tisti regiji, kjer delajo le začasni oziroma delovni hukou, ki delavcem zagotavlja delne zdravstvene in socialne pravice. Začasni hukou po sedanji ureditvi pripade le odrasli osebi, ne pa tudi njenim otrokom, zato delovni migranti otroke pustijo doma. S selitvijo bi otroci namreč izgubili svoj primarni hukou, začasnega pa ne bi dobili in bi postali neregistrirani v sistemu in s tem brez zdravstvene oskrbe, šolanja, socialne pomoči.1 Novejše raziskave opozarjajo na ta problem in strokovnjaki trdijo, da bo vlada s takim načinom registracije in posredno ločevanjem družine, vzgojila generacijo depresivnih, nesamozavestnih, osamljenih ljudi z vedenjskimi problemi, ki se bodo težko vključevali v družbo.

## Delovne migracije in pojav zapuščenih otrok
Problematika zapuščenih otrok na Kitajskem je tesno povezana s sistemom registriranja prebivalcev. V letu 1951 je bil le v mestih vzpostavljen sistem hukou– sistem registriranja prebivalstva,  leta 1955 pa so ga razširili na ruralne regije. V začetku petdesetih let ta sistem ni bil strog in je celo varoval pravice prebivalcev do svobodne geografske mobilnosti. Ko se je čedalje več kmetov selilo na urbana območja, je leta 1958 Narodni ljudski kongres reformiral sistem hukou, ga zakonsko strožje uredil in s tem omogočil vladi večji nadzor nad geografsko mobilnostjo prebivalstva. Obdobje od 1951 do 1960 so tako imenovana leta intenzivne ruralno-urbane migracije. Do leta 1960 je zaradi migraciji 20 % (113 milijonov) celotne populacije Kitajske živelo v urbanih območjih. Od 1961 do 1965 je vlada zaradi množičnega izseljevanja kmetov in s tem nezadostne količine prehrambnih pridelkov (slaba kmetijska tehnologija – praznjenje podeželja, nezadostna delovna sila na podeželju), uvedla še strožji sistem hukou, s katerim je skušala zajeziti migracije. Na podeželje se je moralo vrniti kar 25 milijonov prej izseljenih delavcev. Sistem hukou je tako preprečil, da bi ruralni prebivalci migrirali na urbana območja. Tako je bilo vse do leta 1980, ko so sistem hukou, zaradi želje po gospodarski in ekonomski rasti – želje po razvoju Kitajske, še enkrat reformirali in ponovno omogočili migracije kmetov v gospodarska in industrijska središča.

### Sistemhukou
Hukou je sistem, ki določa, da prebivalci, ki so se registrirali na določenem območju, lahko koristijo socialne, izobraževalne, zdravstvene pravice izključno le na tem območju. Če delovno migrirajo drugam, odraslim pripade začasni hukou in z njim določene socialne in zdravstvene pravice, otroci pa takega začasnega hukoua ne morejo pridobijo in s tem posledično nimajo nobenih pravic. Socialni problem zapuščenih otrok delovnih migrantov se je pojavil po letu 1980, ko je vlada ponovno reformirala sistem hukou. Do takih reform je prišlo, zaradi vladne politike in težnje, da bi Kitajska postala svetovna velesila in se ekonomsko čim bolj razvila. V sistem je uvedla določbe, ki posredno preprečujejo delovnim migrantom, da bi s seboj vzeli otroke, s tem pa je povzročila množični pojav zapuščenih otrok.

### Vzroki za migracije
Glavni vzrok za migracije na Kitajskem je ekonomski – iz ruralnih, praviloma revnejših regij, se revni in nizko izobraženi prebivalci zaposlujejo v mestnih, industrializiranih središčih, saj na podeželju primanjkuje dela, plače pa so še nižje kot v urbanih regijah. Glavni cilj migrantov je dobiti bolje plačano delo in si s tem zagotoviti boljši materialni status, ki jim bo v prihodnosti omogočil boljšo skrb za starše in za otroke, predvsem pa omogočil boljšo izobrazbo otrok. Tega cilja pa ne dosegajo, saj so dohodki migrantov nizki, dobrine v urbanih regijah so dražje, za stanovanje plačujejo visoke najemnine, živijo v pomanjkanju in ostane jim zelo malo za pomoč družini.

## Trenutno stanje (od 2000 naprej)
Raziskave zdravstvenih in socialnih organizacij kažejo, da je v letih od 2000 do 2015 število delovnih migrantov sunkovito naraščalo in s tem je naraščalo tudi število zapuščenih otrok. V letu 2000 je bilo takih otrok 25 milijonov, v letu 2015 pa že 61 milijonov, kar pomeni 37 % od vseh otrok, ki živijo na ruralnih območjih in 22 % vseh otrok na Kitajskem. Skoraj 20 % vseh staršev migrantov zapusti svoje otroke, ko ti še nimajo enega leta, med temi je 30 % otrok, ki jih zapustijo preden so stari tri mesece. Kar 29 milijonov otrok živi samih brez staršev in so v oskrbi svojcev, 2 milijona jih živi popolnoma samih, ostali živijo z enim od staršev. Skrb države za te otroke je nezadostna. Upravičeni so do šolanja in tudi do zdravstvene oskrbe, ker pa živijo v najrevnejših ruralnih predelih je tako šolska kot zdravstvena oskrba zelo slaba in pomanjkljiva. V zadnjem obdobju je vlada za vse šolajoče se otroke predpisala dva obvezna obroka hrane in ta pravica pripada tudi zapuščenim otrokom z ruralnih območij ter zboljšuje njihovo fizično zdravje. Zaradi številnih opozoril glede problematike zapuščenih otrok, je kitajska vlada naredila nekaj korakov k izboljšanju razmer in poziva lokalne skupnosti naj uvajajo programe skrbi za zapuščene otroke. Na tem področju pa so aktivne tudi nevladne organizacije, društva in prostovoljci kot npr. Kitajska ženska federacija (poenostavljena kitajščina: 中华全国妇女联合会; |tradicionalna kitajščina: 中華全國婦女聯合會; pinjin: Zhōnghuá quánguó fùnǚ liánhé huì), projekt Otroški klubi v provinci Zhejiang, ki ga skušajo sedaj implementirati tudi v druge province, kjer je število zapuščenih otok zelo visoko, itd.

## Posledice
Posledice zapuščenosti v otroštvu so zelo hude. Otroci imajo veliko zdravstvenih težav – tako psihičnih kot fizičnih, so slabše izobraženi, v družbi se slabše znajdejo, velikokrat so storilci kaznivih dejanj in v odraslem življenju imajo veliko več težav, od sovrstnikov, ki so v otroštvu živeli s starši.

### Zdravje
Raziskave, ki primerjajo zdravstveno stanje zapuščenih otrok z zdravstvenim stanjem otrok, ki živijo s starši, kažejo, da imajo zapuščeni otroci veliko več psihičnih težav in obolenj. Veliko jih ima depresijo, tesnobnost, imajo vedenjske motnje in trpijo zaradi osamljenosti, pogosto so morbidni, hiperaktivni in imajo slabo samo podobo. V puberteti in adolescenci je med njimi veliko delinkventov, večji je tudi odstotek samomorilnosti. Ti otroci so pogosteje bolni, saj imajo neprimerno prehrano – skromni obroki, ki si jih pogosto pripravljajo sami in neprimerne življenjske razmere – preveč naporov saj morajo še čisto majhni pomagati starim staršem pri kmetijskih delih, pogosto so šole oddaljene in ni poskrbljeno za šolski prevoz do njih, zato otroci hodijo peš, slabo oblečeni in izpostavljeni so vsem podnebnim razmeram. Njihova prebivališča so neprimerna, nimajo ogrevanja, higienske razmere so zelo slabe. Vse to vpliva na njihov razvoj. Raziskave kažejo, da imajo ti otroci nižjo težo in višino kot sovrstniki v urbanih okoljih, pogosto so anemični in imajo kronična obolenja (pljučne bolezni, slabokrvnost...). Veliko je telesnih poškodb, kot padci, zlomi, udarci, ki jih ne zdravijo oziroma si sami oskrbijo poškodbe.

### Varnost
Skrb odraslih in družbe za njihovo varnost je minimalna. Stari starši ne morejo nadomestiti starševske oskrbe in ljubezni, po cel dneve delajo in pogosto živijo celo ločeno od njih, tako da otroci v skromnih prebivališčih živijo čisto sami – po cele dneve in noči so prepuščeni sami sebi. Bivajo v skromnih, mrzlih in vlažnih prebivališčih, v katerih so zajedavci, glodavci in žuželke. Večina hiš nima elektrike, tekoče vode, kanalizacije, niti zadostne varnosti in v hišo lahko vstopijo tujci. Otroci zato ves čas živijo v strahu, slabo spijo in so izpostavljeni tudi različnim zlorabam. Varni se počutijo samo v šoli. Ker si sami pripravljajo obroke in sami ogrevajo bivališča, pogosteje prihaja do požarov, zastrupitev z ogljikovim monoksidom, opeklin, zastrupitev s pesticidi.

### Izobrazba
Kitajska vlada je v letu 2000 odredila lokalnim oblastem v ruralnih območjih, da zagotavljajo devetletno brezplačno izobraževanje otrok. S tem naj bi izboljšali izobrazbeno strukturo najrevnejših slojev. Vendar ta ukrep ni prinesel želenih posledic, saj šolanje ni povsem brezplačno. Šolske potrebščine si morajo otroci kupiti in stroški za potrebščine so v srednjih šola tudi do dvakrat višji kot v osnovni šoli. Šolske ustanove niso v vseh ruralnih središčih, ponekod so samo podružnične šole do četrtega razreda, in morajo šolanje nadaljevati v oddaljenih krajih do katerih ni organiziran šolski prevoz in do tja morajo sami pešačiti. To vpliva na število šolajočih se otrok na ruralnih območjih. Po podatkih se jih šola 90 % v osnovni šoli in 85 % v srednjih šolah. Za ruralno šolstvo je značilno, da ni tako kvalitetno kot v urbanih središčih in otroci ne dosegajo standardov in s tem nimajo možnosti, da bi se vpisali v srednjo šolo. V ruralnih območjih favorizirajo dečke in deklice so zato pri izobraževanju zapostavljene. Zapuščeni otroci so prepuščeni sami sebi ali pa starim staršem, med katerimi je velika nepismenost in nimajo nobene intelektualne podpore. Pri učenju jim nihče ne pomaga in jih ne vzpodbuja, nimajo kontrole staršev, vendar pa šolo redno obiskujejo, saj se tam počutijo varne in so takrat otroci. Pogosto pa se takoj po zaključku osnovne šole, tudi sami zaposlijo in šolanja ne nadaljujejo.

### Stiki z družbo
Zaradi zapuščenosti, osamljenosti, psihičnega in fizičnega trpljenja v zgodnjem otroštvu, so ti otroci, ko preidejo v puberteto, adolescenco in v odraslo dobo asocialni. Med njimi je velik odstotek delinkventov, nimajo razvitega sistema vrednot, ne zaupajo družbi, veliko je alkoholikov, saj so že v mladosti izpostavljeni alkoholu in tobaku in praviloma niso zmožni normalnega življenja. Veliko je samomorov. Raziskave celo govorijo, da gre za zgubljene generacije, kar se bo poznalo in se že pozna v kitajski družbi.

### Razlike med spoloma
Razlike med spoloma, še posebej na podeželju so velike. Ko starši zapustijo dom in odidejo na delo, največ hišnih in skrbi za druge člane družine prepustijo dekletom. Do deklic so bolj strogi. Tudi v izobraževalnih sistemi bolj favorizirajo dečke in deklice so zapostavljene. Pogosto so žrtve spolnih zlorab in silijo jih v prostitucijo.

## Prihodnost
Upoštevajoč izsledke raziskav, mednarodno skupnost in Kitajsko skrbi za posledice, ki jih bo imel fenomen zapuščenih otrok v prihodnosti. Gre za 61 milijonov ljudi, ki bodo v odraslem življenju čutili posledice zapuščenosti in se bo njihovo vedenje odražalo tudi v družbi. Predvidevajo, da bo od teh otrok 20 milijonov kriminalcev, 20 milijonov duševno neuravnovešenih in vključenih v psihiatrične programe, ostali pa bodo sposobni normalnega življenja, a ne v taki meri kot njihovi vrstniki, ki so jih vzgajali starši. Ekonomski cilji ne bi smeli biti razlog za tako stanje v družbi. Velik pomen pri uvajanju reform imajo prizadevanja Kitajske ženske federacije in projekt Otroških klubov, ki kaže kako pomembna je skrb za otroke tudi v času počitnic in kakšen pozitiven učinek ima vzgoja in skrb za otroka v najzgodnejših letih življenja.